# 5455 Surkov
5455 Surkov è un asteroide della fascia principale. Scoperto nel 1978, presenta un'orbita caratterizzata da un semiasse maggiore pari a 2,2469467 UA e da un'eccentricità di 0,1159407, inclinata di 3,39204° rispetto all'eclittica.